# Hashimoto
Hashimoto (橋本市, Hashimoto-shi) és una ciutat de la prefectura de Wakayama, al Japó.
El 2015 tenia una població estimada de 64.961 habitants i una densitat de població de 497 habitants per km². És la cinquena ciutat més gran de la prefectura amb una àrea total de 130,55 km.².

## Geografia
Hashimoto està situada a l'extreme nord-est de la prefectura de Wakayama, fent frontera amb les prefectures d'Osaka i Nara. El riu Kinokawa creua la ciutat d'est a oest pel centre.

## Història
L'àrea de l'actual Hashimoto ha estat poblada almenys des del període Jomon, del qual s'han trobat nombrosos artefactes.
La ciutat de Hashimoto fou establert l'1 d'agost de 1954 com a resultat de la fusió dels pobles de Hashimoto i Kishigami, i les viles de Yamada, Kimi, Sumida i Kamuro. L'1 de març de 2006, la ciutat annexà el poble de Kōyaguchi del districte d'Ito.

## Agermanament
- - Rohnert Park, Califòrnia, EUA